# Joc brut (pel·lícula)
Joc brut (títol original: Skin Game) és un western de comèdia independent estatunidenc de 1971 dirigit per Paul Bogart i Gordon Douglas, i protagonitzat per James Garner i Lou Gossett. El repartiment de suport compta amb Susan Clark i Ed Asner. Està doblat al català.

## Argument
En Quincy Drew i en Jason O'Rourke viatgen de poble en poble al sud dels Estats Units durant l'era de l'esclavitud. Un flashback a la pel·lícula mostra que els dos homes es troben per primera vegada quan en Quincy ven a en Jason un cavall que resulta haver estat robat al xèrif local. Es tornen a trobar a la presó després de fer diversos treballs d'estafa i desenvolupen junts una estafa en la qual en Quincy diu ser un esclavista amb mala sort que ven l'única persona que encara esclavitza, en Jason. En Quincy aconsegueix la licitació, venent en Jason, i els dos es reuneixen més tard per dividir els beneficis. En Jason va néixer com un home lliure a Nova Jersey i té una bona educació. L'estafa es complica perquè en Jason es ven a un comerciant d'esclaus que és molt savi i té la intenció de portar-lo cap al sud per obtenir-ne beneficis.

## Repartiment
- James Garner com Quincy Drew / capità Nathaniel Mountjoy
- Lou Gossett com Jason O'Rourke
- Susan Clark com Ginger / Miss Abigail Blodgett
- Brenda Sykes com Naomi
- Edward Asner com Plunkett
- Andrew Duggan com Howard Calloway
- Henry Jones com Sam Cutler
- Neva Patterson com Mrs. Claggart
- Parley Baer com Mr. Claggart
- George Tyne com Henry P. Bonner
- Royal Dano com John Brown
- Pat O'Malley com William
- Jason Wingreen com 2n orador
- Joel Fluellen com oncle Abram
- Napoleon Whiting com Ned
- Juanita Moore com Viney
- Robert Foulk com Xèrif

## Producció
El gener de 1966, Harry Keller, un productor d'Universal, va anunciar que estava desenvolupant el projecte basat en una història de Richard Alan Simmons.
El març de 1968, Peter Stone es va signar per escriure el guió. L'octubre de 1968, Universal va anunciar la pel·lícula per a l'any següent.
L'abril de 1969, Universal va posar la pel·lícula a la seva pissarra per a l'any següent. Keller produiria amb Peter Stone, qui va escriure el guió.
La pel·lícula no va tirar endavant. Al setembre de 1970, Keller va anunciar que la pel·lícula seria realitzada per Cherokee Productions de James Garner, estrenada a través de Warner Bros amb Burt Kennedy per dirigir. Al desembre, Kennedy havia abandonat i va ser substituït per Paul Bogart.
El gener de 1971, Lou Gosset va signar com a coprotagonista.
Al març, Bogart va emmalaltir d'hepatitis i Gordon Douglas es va fer càrrec de la direcció durant un període de rodatge.
Stone va afirmar més tard que Garner va canviar radicalment l'últim terç de la pel·lícula per donar-li més temps de pantalla. Aquests canvis van molestar a Stone, que va utilitzar un pseudònim a la pel·lícula.
Garner la va anomenar "una pel·lícula divertida si no t'importen els acudits sobre l'esclavitud. Paul Bogart va fer una feina magistral".

## Seqüela
Tres anys més tard es va fer una seqüela com a pel·lícula de televisió anomenada Sidekicks, amb Larry Hagman interpretant el paper de Garner i Gossett reprenent el seu paper.